# Pseudocrenilabrus multicolor
Pseudocrenilabrus multicolor es una especie de peces de la familia Cichlidae en el orden de los Perciformes.

## Subespecies
- Pseudocrenilabrus multicolor multicolor (Schoeller, 1903
- Pseudocrenilabrus multicolor victoriae (Seegers, 1990[2]

## Distribución geográfica
Se encuentran en África: lagos  Albert,  Victoria, Kyoga,  George y Nabugabo.